# Яндекс.Новини
Яндекс. Новини — заблокована в Україні[⇨] служба автоматичного оброблення та систематизації новин, що належить російській корпорації «Яндекс». Щомісячна аудиторія з Росії складає 33,9 млн.

## Принцип роботи
Новини надходять від партнерів служби, серед яких українські та закордонні ЗМІ. На серпень 2016 року їх налучувалось приблизно 6,700. Отримана інформація автоматично групується у сюжети, на їх основі служба формує інформаційну картину. Окрім текстів, на сервісі також представлено фото-, аудіо — та відеоматеріали.

### Формат трансляції
Трансляція даних здійснюється у форматі RSS 2.0 (міжнародний стандарт для синдикації вебконтенту).

## Умови партнерства
Партнерами можуть бути як загальні, так і спеціалізовані видання (галузеві ЗМІ, джерела офіційної інформації, тематичні сайти). Обов'язкові умови для партнерів:
- Дотримання українського законодавства.
- Неприйнятним є використання ненормативної лексики.
- Обов'язковим є новинний та аналітичний характер матеріалів. У них не повинні міститися повідомлення неновинного характеру (прогнози погоди, списки і розклади, повідомлення із блогів та форумів, анонси майбутніх подій, реклама, вірші, анекдоти, фейлетони, гороскопи, художні твори)[4].

## Блокування в Україні
В травні 2017 року доступ до усіх сервісів Яндексу в Україні було заборонено указом Президента України. у зв'язку з загрозами в галузі інформаційної безпеки.
Внаслідок проведених наприкінці травня 2017 року обшуків в офісах компанії Яндекс СБУ встановила, що компанія збирала та передавала до Росії персональні дані українців. Це були особисті дані, інформація про рід занять, спосіб життя, місця перебування, проживання, роботи, дозвілля, джерела та розміри доходів, номери телефонів, електронних адрес та акаунтів у соціальних мережах. Також задокументовано факти, коли серед громадян, про яких до РФ передавалася інформація, є співробітники правоохоронних та спеціальних органів, військовослужбовці ЗСУ, інших підрозділів, які беруть участь в АТО на сході України, працівники органів державної влади та управління. За інформацією СБУ, інформацію передавали спеціальним службам РФ для планування, організації та проведення розвідувальних, диверсійних, інформаційно-підривних операцій в нашій країні на шкоду суверенітетові України, територіальній цілісності та недоторканості.
Глава СБУ Василь Грицак заявив, що під час обшуків правоохоронці знайшли «багато цікавого, пов'язаного з Росією». Після цього «Яндекс» вирішила закрити свої офіси в Україні.

## Критика
«Яндекс. Новини» критикуються за просування маніпуляцій та фейків.